# Adolphe Guérard
Pour les articles homonymes, voir Guérard.
Adolphe Guérard (né à Caen le 20 janvier 1808 et mort à Bruxelles le 22 novembre 1868) est un historien et géographe français, professeur au collège de Sedan et membre de la Société des gens de lettres.

## Choix de publications
- Géographie synoptique, historique, statistique, topographique, administrative, judiciaire, commerciale, industrielle, militaire, religieuse et monumentale de la France et de ses colonies, disposée d'après les cinq grandes divisions, du nord, de l'est, du sud, de l'ouest et du centre, contenant synoptiquement et par colonnes spéciales la description détaillée de chaque province et de chaque département, 1839
- Géographie départementale historique à l'usage des écoles primaires, 1855
- Almanach historique, géographique et statistique, 1856
- Camp de Châlons. Attila, roi des Huns. Napoléon III, empereur des Français. La barbarie et la civilisation, 1858
- Statistique historique du département de la Marne, 1862 ; 1993Texte en ligne
- La Belgique ancienne et moderne. Le Brabant, 1865.